# Granulopsammodius sinicus
Granulopsammodius sinicus är en skalbaggsart som beskrevs av Rakovic 1986. Granulopsammodius sinicus ingår i släktet Granulopsammodius och familjen Aphodiidae. Inga underarter finns listade i Catalogue of Life.